# Кристалл (модуль орбитальной станции «Мир»)
Кристалл (ЦМ-Т, 77КСТ, индекс: 11Ф77Т) — четвёртый модуль орбитальной станции «Мир». Первоначально назывался «Квант-3». Был запущен 31 мая 1990 года. Пристыковался к станции 10 июня 1990 года в автоматическом режиме. Система управления модулем была разработана харьковским НПО «Электроприбор».

## Описание

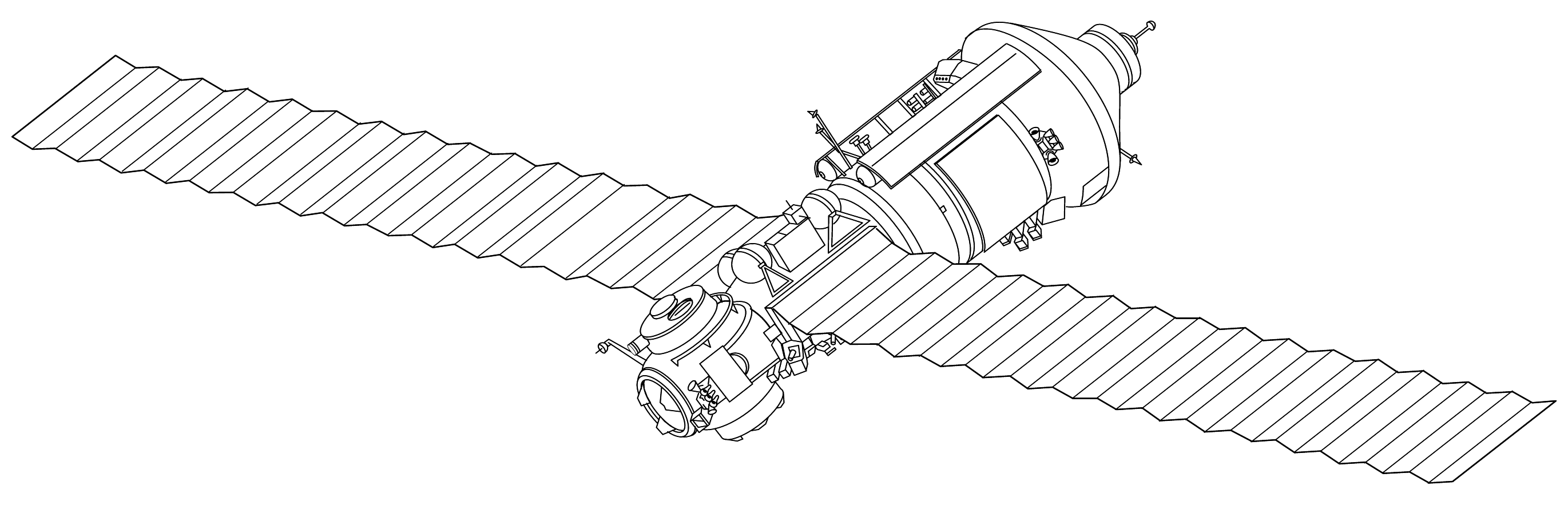

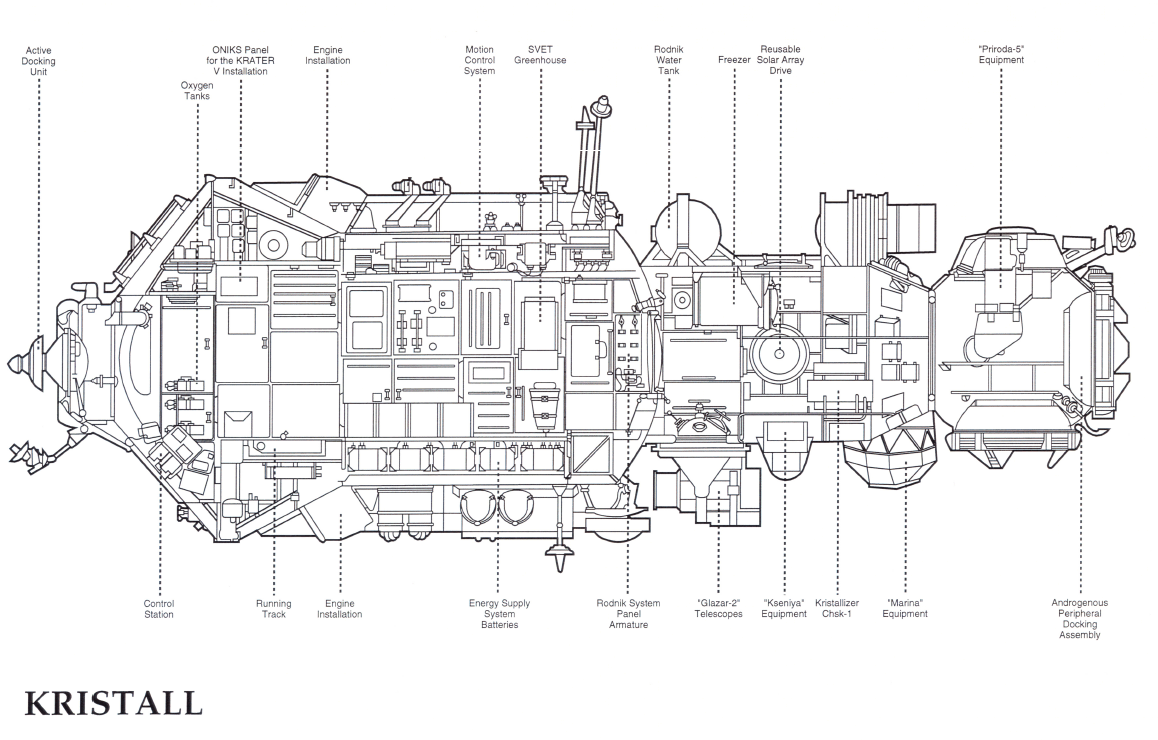

Модуль имел несколько печей, обрабатывающих материалы. В их числе «Кратер-5» и «Оптизон-1». Модуль нёс оборудование для продолжения экспериментов, начатых на модуле Квант-1. Солнечные батареи модуля отличались от других на станции и были разборными. Они могли быть развернуты и сняты несколько раз. Одна солнечная батарея «Кристалла» была снята и повторно развёрнута на модуле «Квант-1» в 1995 году. Позже была снята с орбиты в 1997 году. «Кристалл» также нес шесть гироскопов.
Список экспериментов:
- Кратер-5, Оптизон-1 и КСК-1 — обрабатывающие печи и кристаллизатор
- Букет — гамма-спектрометр
- Глазар — 2 ультрафиолетовых телескопа для космических лучевых исследований
- Гланар — астрофизический спектрометр
- Марина — гамма-телескоп
- Мария — магнитный спектрометр
- Природа-5 — комплект из 2 плёночных фотокамер КФА-1000

## Программа «Мир — Шаттл»
По программе Мир-Шаттл к модулю «Кристалл» в ходе экспедиции STS-71 был пристыкован стыковочный модуль для обеспечения стыковки Шаттлов со станцией.